# Кючуков, Христо
Христо Славов Кючуков (болг. Христо Славов Кючуков) —  цыган-мусульманин из субэтногруппы джамбази, родившийся в Болгарии (родился 19 июля 1962 года, Провадия). Специалист в области цыганского языка и образования цыганских детей.

## Образование
Профессор Кючуков имеет степень доктора общей лингвистики (психолингвистика) Университета Амстердама, Нидерланды (1995 г.); Кандидат педагогических наук (1998 г.) и доктор наук в области теории образования и дидактики (2002 г.) из Болгарии. Его абилитация также получена в области образования в Болгарии, и он имеет академическое звание «Профессор общего языкознания» (психолингвистика) с упором на цыганский и турецкий языки Университета Матея Бела в Банска-Бистрице, Словакия.

## Исследования
Его исследовательские интересы лежат в области двуязычия, образования цыганских и турецких детей в Европе, овладения языком, психолингвистики и социолингвистики, контактных языков, Холокоста рома и антицыганского движения в Европе. Его лингвистические исследования касаются цыганского, балканско-турецкого, гагаузского и татарского языков в Болгарии, болгарского, словацкого, русского и немецкого языков. Для своих исследований он получил стипендии от Шведского института - Стокгольм, Университета Амстердама, Фонда Pro Helvetia - Швейцария, Фонда Сороса - Нью-Йорк, Болгарской комиссии Фулбрайта, правительства Словакии, Университета Силезии, Катовице, Польша, и "Амаро Дром" Фонд в Берлине.

## Цыганский язык
Кючуков в начале 1990-х годов ввел обучение на цыганском языке в Болгарии для учащихся начальных и средних школ, а также ввел новые университетские программы, связанные с обучением на цыганском языке на университетском уровне: в Болгарии (Университет Велико Тырново, 2003-2010 гг.), в Словакии (Университет Константина Философа в Нитре, 2008-2012 гг.) и Университет Святой Елизаветы в Братиславе (2012-2015 гг.).
В 2006 году он получил стипендию Фулбрайта и работал в Лаборатории психолингвистики Смит-колледжа, Массачусетс, США, вместе с американским психолингвистом профессором доктором Джилл де Вильерс, разрабатывая первую Теорию тестов разума на цыганском языке. В период с 2006 по 2015 год вместе с Джилл де Вильерс он также разработал первые психолингвистические тесты для оценки цыганского языка и организовал первое международное исследование с цыганскими детьми на цыганском языке во многих европейских странах.
С 2010 года он сотрудничает с профессором доктором Уильямом Нью, Колледж Белойт, Висконсин, США, проводя исследования по проблемам образования детей рома в Европе.
В 2020 году он был избран Верховным комиссаром Комиссии по цыганскому языку, культуре и образованию Международного союза ромов (МСР).

## Турецкий язык
В области турецкой лингвистики Кючуков имеет множество исследовательских проектов и публикаций по балканизированному турецкому языку, на котором говорят турки и цыгане-мусульмане в Болгарии и других балканских странах.
В 1992 году он участвовал в первом национальном эксперименте по внедрению турецкого языка в качестве родного в болгарских школах, организованном Министерством образования Болгарии, и является автором первых экспериментальных учебников по турецкому языку в Болгарии вместе с профессором доктором Мирославом Янакиевым.
Он является одним из немногих экспертов в мире, активно работающих над изучением балканизированного турецкого языка турецкими и мусульманскими цыганскими детьми в Болгарии.
В 2011 году Христо Кючуков ввел новые предметы в магистерскую программу Института тюркологии Свободного университета Берлина, Германия: «Турецкие диалекты цыган-мусульман из балканских стран» и «Балканская тюркская социолингвистика».

## Университеты и научно-исследовательские институты
В течение последних 30 лет проф. Кючуков работал в различных европейских и американских университетах и научно-исследовательских институтах: в Шуменском университете и Великотырновском университете в Болгарии; Университет Константина Философа в Нитре и Университет Святой Елизаветы в Братиславе, Словакия. Он был приглашенным профессором в различных университетах Европы и Америки: Университет Сан-Франциско, Калифорния, США; Колледж Белойт, Висконсин, США; Колледж Смита, Массачусетс, США; Московский педагогический государственный университет в России; Российская академия наук; Институт турецких исследований Свободного университета Берлина и Университет прикладных наук Магдебург-Стендаль в Германии; Университет Силезии в Катовице, Польша; Научно-исследовательский институт детской психологии и патопсихологии, Братислава, Словакия, Новый болгарский университет в Софии и Пловдивский университет в Болгарии.
С 2017 года он назначен штатным профессором Силезского университета в Катовицах, Польша, где преподает социальную психологию, прикладную лингвистику, методы обучения студентам Института образования.
В 2013 году за выдающуюся работу в области цыганского образования и психолингвистических исследований с цыганскими детьми в Европе Кючуков получил звание «Член-корреспондент», а в 2014 году — звание «Академик» Международной академии педагогических наук в Москве.

## Автор
Автор ряда научных публикаций о контактах цыган, турок, гагаузов, болгар и русских; приобретение цыганского и турецкого языков; образования детей из числа меньшинств в Европе, Кючуков также опубликовал много детских книг на цыганском и английском языках, но самые известные из них: «История цыганского народа» (2005 г.), написанная в соавторстве с Яном Хэнкоком и «Меня звали Хусейн» (2004 г.), опубликовано издательством Boyds Mills Press, США. Он является автором ряда детских книг на цыганском, немецком, турецком, арабском, английском и болгарском языках.
В 1995 году проф. Кючуков основал Балканский фонд межкультурного образования и взаимопонимания «Разнообразие» в Софии, Болгария, и в период с 1995 по 2007 год он был его исполнительным директором. Под его руководством Фонд реализовал более 100 образовательных и лингвистических проектов. В период с 1998 по 1999 год он работал в Институте образовательной политики Института открытого общества в Будапеште и отвечал за разработку образовательных стратегий для обучения детей рома и меньшинств в странах Центральной и Восточной Европы.
С 2000 по 2004 год Христо Кючуков был генеральным секретарем Международного союза ромов (МСАТ).
В 2011 году он основал «Цыганский центр межкультурного диалога» в Берлине и является его директором.
В 2018 году вместе с профессором доктором Яном Хэнкоком и Орханом Галюшем он основал ERAN (евразийскую цыганскую академическую сеть) ученых цыганского происхождения в Европе и Азии, и с тех пор он действует в качестве вице-президента сети. В 2021 году он основал Европейскую сеть ученых молодых рома (EYRSN) в Берлине, Германия, с целью объединить всех цыган с докторской степенью. Студенты и молодые ученые рома формируют Европу.
В период с 2018 по 2020 год и с 2021 по 2023 год он был вице-президентом Общества цыганских знаний.
В 2020 году он основал «Цыганский исследовательский центр» в Силезском университете, Катовице, Польша, и с тех пор является его директором.
Профессор д-р Христо Кючуков основал Международный журнал цыганского языка и культуры и был редактором журнала в период с 2011 по 2013 год.
В период с 2014 по 2016 год он изучал детскую и молодежную психотерапию в Берлине, Германия, и он работает и проводит исследования в области психотерапии с детьми и молодежью мигрантов и беженцев.

## Редактор
В настоящее время он является редактором серий «Рома» (совместно с Яном Хэнкоком), «Интеркультурализм и межкультурное образование», «Исследования Lincom в области овладения языками и двуязычия», «Турецкие и тюркские языки и культуры» (совместно с Суэр Эркер) и « Lincom Studies in Romani Linguistics» (совместно с Миланом Самко), опубликованной LINCOM Academic Publisher в Германии.
Его также «предложили на должность вице-министра по вопросам интеграции цыган в сфере образования в Министерстве образования и науки Болгарии».